# Archibald Alison
Pour les articles homonymes, voir Alison.
Archibald Alison, né le 29 décembre 1792 à Kenley (Shropshire) et mort le 23 mai 1867 à Glasgow, est un historien britannique.

## Biographie
Cadet des fils d'Archibald Alison, il est le frère de William Alison. Il fait ses études à l'Université d'Édimbourg et devient avocat (1814). En 1828, il entre au Conseil royal puis devient en 1834 shérif du comté de Lanark. 
Recteur du Marischal College (en) et de l'Université de Glasgow, il est fait baronnet le 25 juin 1852.

## Œuvres
On lui doit de nombreux ouvrages dont :
- 1832 : The Principles of the criminal law of Scotland (Principles of the Criminal Law of Scotland)
- 1833 : Practice of the Criminal Law of Scotland
- 1840 : Des principes de la population (Principles of Population, and Their Connection with Human Happiness, 2 vol)
- 1844 : Libre échange et protection (Free Trade and a Fettered Currency)
- 1845 : L'Angleterre en 1815 et en 1845 (England in 1815 and 1845)
- 1847 : La vie du duc de Marlborough (The Military Life of John, Duke of Marlborough)
- 1845 : Histoire de l'Europe depuis le commencement de la Révolution française, en 1789 (20 vol.) (History of Europe from the Commencement of the French Revolution in 1789 to the Restoration of the Bourbons in 1815 (1833–1843, 10 vol.))
- 1850 : Essays; Political, Historical and Miscellaneous (3 vol.)
- 1852-1859 : History of Europe from the Fall of Napoleon in 1815 to the Accession of Louis Napoleon in 1852 (8 vol.)
- 1859 : The Currency Laws
- 1861 : Lives of Lord Castlereagh and Sir Charles Stewart
- 1883 : Some Account of My Life and Writings: An Autobiography (2 vol.)

## Littérature
Jules Verne le mentionne dans son roman P'tit-Bonhomme (première partie, chapitre VI).